# Mimoselenopalpus impressicollis
Mimoselenopalpus impressicollis is een keversoort uit de familie schijnboktorren (Oedemeridae). De wetenschappelijke naam van de soort is voor het eerst geldig gepubliceerd in 1956 door Pic.